# Le Secret d'Orbæ
Le Secret d'Orbæ est un ensemble de deux romans et de planches illustrées composé par François Place et paru en 2011. Il s'agit de la suite de la série d'albums Atlas des géographes d'Orbæ.

## Résumé
Cornélius van Horn, jeune marchand drapier, a fait l'acquisition à l'avance d'une mystérieuse cargaison de « toile à nuage ». Surpris par un orage, il se réfugie dans l'auberge du vieux voyageur Ibn Brazadîn. Celui-ci lui révèle que la toile à nuage, qui a la faculté de prendre la couleur du temps et de suivre ses changements, provient des îles Indigo, perdues dans un océan d'herbes au-delà des fleuves de brume qui ceignent la lointaine île d'Orbæ. Dès lors, Cornélius n'a plus qu'une obsession : partir en quête de ces îles dominées par une montagne bleue.
Ziyara est une jeune gardienne de chèvres de l'arrière-pays de Candaâ, riche cité portuaire dont la flotte marchande sillonne le monde. Vouée a priori à une vie sage et rangée, elle se découvre contre toute attente promise à un grand destin lors d'une cérémonie qui la promeut « grand amiral de la flotte de Candaâ ». Après avoir dirigé les plus lointaines et les plus riches expéditions maritimes, elle est néanmoins injustement bannie de Candâa et se retrouve à mener une vie d'errance et de clandestinité, sillonnant les mers à bord de son navire, le Nadir.
Leurs deux destins se mêlent et les conduisent dans la lointaine Orbæ, pays des cartes et des cosmographes.

## Distinction
Le Secret d'Orbæ remporte le prix de la foire du livre de jeunesse de Bologne 2012 dans la catégorie « fiction » (l'Atlas des géographes d'Orbæ avait déjà été primé à Bologne lors de sa parution).